# Мин Аун Хлайн
Мин Аун Хлайн или Мин Аунг Хлайн (бирм. မင်းအောင်လှိုင်; род. 3 июля 1956, Минбу, Магуэ) — мьянманский государственный, политический и военный деятель, старший генерал мьянманской армии, главнокомандующий Вооружёнными силами Мьянмы.
Действующий фактический лидер Мьянмы (председатель Государственного административного совета), пришедший к власти путём военного переворота 1 февраля 2021 года.
1 августа 2021 года стал премьер-министром страны — главой временного правительства.
Мин Аун Хлайн вступил в должность главнокомандующего Вооружёнными силами Мьянмы 30 марта 2011 года. Он также является членом Национального совета обороны и безопасности (NDSC), возглавляемого президентом Мьянмы. Ранее он был начальником Генерального штаба министерства обороны Мьянмы.

## Биография

### Происхождение
Мин Аун Хлайн родился 3 июля 1956 года в городе Тавой, который является центром административной области Тенассерим (Танинтайи). Его отец, Таун Хлайн — гражданский инженер, работал в Министерстве строительства.
Мин Аун Хлайн окончил среднюю школу № 1 района Латта мьянманской столицы Янгона. Затем он изучал юриспруденцию в Янгонском университете искусств и наук с 1972 по 1973 год, прежде чем поступить в 1974 году в Академию оборонной службы. По окончании академии, он получил (в 1977 году) чин младшего лейтенанта мьянманской армии.

### Военная карьера
Военная служба Мин Аун Хлайна проходила сперва в мьянманском штате Мон, а затем в штате Шан, расположенном в неспокойных местах, являющихся частью так называемого Золотого треугольника. Там, сочетая военную силу и переговоры, он успешно противостоял двум группировкам местных сепаратистов: Объединённой армии государства Ва (UWSA) и Армии Национально-демократического альянса (NDAA).
Общегосударственные мьянманские СМИ широко заговорили о Мин Аун Хлайне в 2009 году, после того, как он, уже в чине генерала, возглавлял успешное наступление правительственных войск против сепаратистов из Мьянманской армии Национально-Демократического альянса (MNDAA; не следует путать с упомянутой выше NDAA) в регионе Кокан.
В июне 2010 года Мин Аун Хлайн сменил генерала Шве Мана на должности начальника Объединённого (Генерального) штаба армии, флота и ВВС. 30 марта 2011 года он стал новым главнокомандующим Вооруженными силами Мьянмы, сменив ушедшего в отставку старшего генерала Тан Шве.
3 апреля 2012 года правительство Мьянмы объявило, что Мин Аун Хлайн был повышен в звании до вице-старшего генерала. В марте 2013 года он был повышен до старшего генерала.
В этой должности генерал продолжил успешно противостоять, во-первых, сепаратистским группировкам на севере страны, и во-вторых, наплыву нелегальных иммигрантов из соседней Бангладеш в пограничный регион Ракхайн на крайнем юго-западе страны, что некоторыми западными СМИ и правозащитными институциями, в частности, Советом по правам человека, было классифицировано, как этнические чистки в отношении мусульман-рохинджа.
Мин Аун Хлайн известен как сторонник сотрудничества Мьянмы с Россией — он не менее 6 раз посещал Россию. Мьянма приобретает российское вооружение, военные страны регулярно участвуют в учениях на территории России.

### Во главе Мьянмы
Мин Аун Хлайн пришёл к власти в результате успешного военного переворота 1 февраля 2021 года, в ходе которого было свергнуто избранное правительство.
1 февраля 2021 года Мин Аун Хлайн объявил в Мьянме чрезвычайное положение на срок до 1 года. 2 февраля политик возглавил Государственный административный совет, новый орган власти в стране на время военного правления. В состав Государственного административного совета вошли 11 человек, а вскоре туда добавились ещё 5 гражданских лиц.
8 февраля на фоне протестов в Мьянме Мин Аун Хлайн выступил с обращением к нации, в котором пообещал провести в Мьянме свободные выборы. 12 февраля Мин Аун Хлайн объявил об амнистии и освобождении свыше 23 тысяч заключённых в Мьянме в честь национального праздника, Дня Союза.
25 июня 2021 года состоялась встреча Мин Аун Хлайна с президентом Татарстана Рустамом Миннихановым.
1 августа 2021 года Государственный административный совет Мьянмы объявил о формировании временного правительства страны и о том, что Мин Аун Хлайн становится премьер-министром. Переходное правительство создалось по аналогии с временным правительством генерала У Не Вина, который пришёл к власти в 1958 году и возглавлял правительство до всеобщих выборов 1960 года. Мин Аун Хлайн заявил, что в стране планируется провести новые всеобщие выборы во второй половине 2023 года.
22 июля 2024 года Мин Аун Хлайн стал исполняющим обязанности президента после того, как Мьин Шве ушёл в отпуск по болезни.

## Санкции
В 2018 года группа экспертов ООН опубликовала отчет, в котором было рекомендовано начать преследование Мин Аун Хлайна в Международном уголовном суде и запретить продажу Мьянме оружия, а также и наложить санкции на всё её руководство. Их расследование указывало, что командование вооруженных сил во главе с Мин Аун Хлайном устроило геноцид рохинджа, которых военные считают нелегальными иммигрантами
В июле 2019 года правительство США запретило въезд в Соединённые Штаты. В декабре 2020 года против Мин Аун Хлайна, действующего Главнокомандующего вооружёнными силами Мьянмы, правительством США были введены экономические санкции за его вероятное участие в этнической чистке и нарушениях прав человека в соответствии с глобальным законом Магнитского. Так власти США отмечали что вооруженные силы Хлайна несут ответственность за убийства этнических меньшинств «солдатами, использовавшими крупнокалиберное оружие, причём некоторые представители меньшинств были сожжены заживо в собственных домах». Кроме того, отмечалось что имеются достоверные сообщения о массовых изнасилованиях и других формах сексуального насилия, совершенных солдатами Мин Аун Хлайна.
22 марта 2021 года Мин Аун Хлайн попал под санкции всех стран Евросоза за его причастность к грубым нарушениям прав человека. Евросоюз отмечал что вооруженные силы под командованием Хлайна убивают мирных жителей, безоружных участников протестов, ограничивают свободу собраний и выражения мнений, совершают произвольные аресты и содержание под стражей лидеров оппозиции и противников переворота.
По аналогичным основаниям был внесён в санкционные списки Канады, Великобритании и Австралии. Социальная сеть Facebook забанила Мин Аун Хлайна наряду с другими 19 высокопоставленными чиновниками за «ненависть и дезинформацию» позже Twitter также заблокировал его аккаунт.

## Личная жизнь
Мин Аун Хлайн женат на Кю Кю Хла с 1980 года и имеет трёх детей, в том числе сына Аун Пья Соне и дочь Кхин Тири Тет Мон.

## Предполагаемое участие в бизнесе
Мин Аун Хлайн является крупным акционером принадлежащей армии Мьянмы компании «Экономический холдинг Союза Мьянма» (MEHL). По состоянию на 2010—2011 год его дивиденды составили около 250 000 долларов.
Сын Мин Аун Хлайна, Аун Пья Соне, по некоторым данным, является бизнесменом и владеет рядом компаний, включая контрольный пакет акций компании «Mytel» (Мьянма телеком), национального оператора связи. В 2013 году он получил в аренду на 30-летний срок на льготных условиях участок земли в Народном парке Янгона для строительства художественной галереи и ресторана. В СМИ встречаются упоминания о том, что Аун Пья Соне также владеет компанией «A&M Mahar», которая оказывает посредничество в растаможке и сертификации на территории Мьянмы медицинского оборудования лекарственных препаратов.
Иногда утверждается, что дочь Мин Аун Хлайна, Кхин Тири Тет Мон в 2017 году основала крупную киностудию «7th Sense Creation». В том же году его невестка Мио Яданар Хтайк основала развлекательную компанию «Stellar Seven Entertainment». В декабре 2020 года некоторые СМИ задавались вопросом, может ли посольство США в Мьянме сотрудничать с компанией «7th Sense Creation» (что фактически имело место), так как считалось, что она связана с Мин Аун Хлайном, который находится под санкциями США.

## Награды
- Мин Аун Хлайн является кавалером нескольких государственных наград Мьянмы, и ряда иностранных наград, в том числе, таиландских и российских (Медаль «За укрепление боевого содружества» Минобороны России).
- Орден «Пьитаунзу Ситу Тингаха» («Маха Тарэй Ситу») III степени (Мьянма)[46].
- Орден Александра Невского (22 сентября 2023 года, Россия) — за большой вклад в развитие многопланового сотрудничества между Российской Федерацией и Республикой Союз Мьянма[47].

## Галерея
- Встреча Мин Аун Хлайна с министром обороны Индии Аракапарамбилом Куриеном Энтони. 3 августа 2012 года
- Встреча Мин Аун Хлайна с премьер-министром Индии Нарендрой Моди. Нью-Дели, 29 июля 2015 года
- Встреча Мин Аунг Хлаинга с президентом Филиппин Родриго Дутерте. Нейпьидо, 20 марта 2017 года
- Мин Аун Хлайн во время встречи с Сергеем Шойгу. 20 июня 2017 года
- Встреча Мин Аун Хлайна и Сергея Шойгу. 20 января 2018 года
- Мин Аун Хлайн во время встречи с Сергеем Шойгу. 24 апреля 2019 года
- Встреча Мин Аун Хлайна и Сергея Шойгу. 24 апреля 2019 года
- Встреча Мин Аун Хлайна и Сергея Шойгу. 17 августа 2019 года
- Встреча Мин Аун Хлайна и Рустама Минниханова. 25 июня 2021 года